# Сербська Автономна Область Північно-Східна Боснія
Сербська Автономна Область (САО) Північно-Східна Боснія (серб. Srpska autonomna oblast Severo-Istočna Bosna / Српска аутономна област Северо-Источна Босна) — колишня самопроголошена сербська автономна область у Боснії і Герцеговині. Існувала у 1991 — 1992, коли вона стала частиною Республіки Сербської. Головне місто Північно-Східної Боснії — Бієліна. Інша назва області САО Семберія і Маєвиця. 